# Eupalamus townesorum
Eupalamus townesorum är en stekelart som beskrevs av Heinrich 1980. Eupalamus townesorum ingår i släktet Eupalamus, och familjen brokparasitsteklar. Inga underarter finns listade.